# David Krakauer
David Krakauer, né le 22 septembre 1956 à New York, est un clarinettiste américain spécialisé dans la musique klezmer.
Il est l'une des figures emblématiques du renouveau du klezmer, le mariant au jazz, au blues, au rock, au funk et à la musique électronique, et mélangeant instruments traditionnels et instruments électriques. Membre de plusieurs groupes dont The Klezmatics, Klezmer Madness! ou Abraham Inc., il continue en parallèle ses collaborations avec des ensembles de musique classique et contemporaine.

## Biographie
David Krakauer est né le 22 septembre 1956 à New York dans une famille juive émigrée de Pologne et de Russie à la fin du XIXe siècle. Sa mère est violoniste et donne des cours lors de stages en France, comme à Vaison-la-Romaine. À 10 ans, le jugeant trop vieux pour apprendre le violon, elle lui donne le choix entre la flûte et la clarinette. Il choisira cette dernière.
En 1971, à l'âge de 15 ans, il s'essaye au jazz et à l'improvisation, mais face à ses idoles Sidney Bechet et Coleman Hawkins, il trouve son style « pas assez original » et « pas assez intéressant » et se réfugie dans la musique classique et contemporaine. À 20 ans, il part en France étudier un an au conservatoire de Paris, de 1976 à 1977. En plus de la clarinette, il en profite pour améliorer son français qu'il parle désormais couramment. Il passe ensuite par la Juilliard School de New York où il a comme professeur le clarinettiste Léon Russianoff.
En 1979, à New York, il découvre le klezmer à travers des enregistrements de Dave Tarras, l'un des plus grands clarinettistes de klezmer du XXe siècle. Au milieu des années 1980, sous l'impulsion de Mikhaïl Gorbatchev, l'Europe de l'Est semble s'ouvrir et les concerts de clarinettistes originaires des pays de l'Est se multiplient. Ainsi en 1985, à Manhattan, il rentre dans un groupe de musiciens klezmer qui jouent devant le delicatessen Zabars. Il est alors remarqué par le groupe The Klezmatics qu'il rejoint en 1988. Il trouve donc sa voie en renouant avec l'improvisation et ses racines juives. Au début, le groupe lui demande un style klezmer des années 1930, différent de ce qu'il recherche, mais il finit par leur imposer son propre style, plus explosif.
En 1995, il crée son propre groupe Klezmer Madness!. Il fait alors rentrer le klezmer traditionnel dans l'ère du rock. Quelques années plus tard, en 1999, alors que la France connait un engouement pour le klezmer, il rencontre, lors du festival d'Amiens, Michel Orier qui lui propose de signer chez Label Bleu. Krakauer est de retour en France après plus de 20 ans.
Avec son nouvel album A New Hot One sorti en 2000, son style musical prend une orientation plus électrique et funky. Il mélange guitare électrique, échantillonneur et séquenceur avec clarinette, accordéon et chophar. À partir de 2003, il s'associe avec le DJ Socalled. Les deux artistes sont rejoints en 2008 par l'ancien tromboniste de James Brown, Fred Wesley, pour former le groupe Abraham Inc. et sortent l'album Tweet Tweet l'année suivante.
En 2008, il crée son propre label : Table Pounding Records.

## Collaborations
David Krakauer a collaboré avec de nombreux groupes et artistes tels que The Klezmatics, Fred Wesley, Socalled, Itzhak Perlman, Eiko & Koma (en), Leonard Slatkin, Anakronic Electro Orkestra et Iva Bittová. Plusieurs compositeurs ont écrit pour lui comme Danny Elfman, Osvaldo Golijov, David Del Tredici, John Zorn, George Tsontakis, Mohammed Fairouz et Wlad Marhulets. Il a également joué avec des quatuors tels que le Kronos Quartet, le Tokyo String Quartet et le Quatuor Emerson, mais aussi comme soliste notamment avec l'orchestre national de Lyon, l'orchestre symphonique de Madrid, le Phoenix Symphony (en), l'orchestre philharmonique de Brooklyn, l'orchestre philharmonique de Dresde et l'orchestre symphonique de Détroit.
Il a composé pour le cinéma pour les films La Leçon de tango de Sally Potter en 1997 et Hôtel Woodstock d'Ang Lee en 2009.

## Projets

### Tweet-Tweet(2009)
En cherchant un nouveau style, il fait la rencontre de Fred Wesley, ancien tromboniste et directeur musical de James Brown. Les deux hommes s'entendent dès leur rencontre et de leur premier bœuf verra le jour ce qui deviendra l'un des morceaux de l'album : Baleboste: A Beautiful Picture. Il crée alors avec Fred Wesley et le DJ Socalled le groupe Abraham Inc., dont le nom vient du fait que selon Krakauer « nous sommes tous des enfants d’Abraham. » Leur musique mêle les genres : klezmer, jazz, funk et hip-hop.
En 2009, Abraham Inc. sort l’album Tweet Tweet chez le label de David Krakauer, Table Pounding Records. Krakauer dédie le morceau Fred the Tzadik (Fred le Sage en hébreu) à Fred Wesley, lui témoignant son respect. Plusieurs chanteurs sont invités pour les accompagner. C-Rayz Walz (en) rappe sur Tweet-Tweet et It's not the Same, la chanteuse Katie Moore (en) interprétant le refrain sur ce dernier titre. Matthew Flowers chante sur Hava Nagila avec Joshier Armstaed (en), ancienne choriste de l'orchestre de Ike and Tina Turner; et le refrain de Push en duo avec Alicia Krakauer, fille de David Krakauer.
L'album atteint la première position en musique funk ainsi qu’en musique juive et yiddish, et la 35e position des ventes de musique d'Amazon. Il est 7e de la section jazz du hit-parade publié par la revue Billboard. Le groupe se produit sur des scènes de prestige telles que l'Apollo Theater de New York, au festival de culture juive de Cracovie, aux Rencontres Trans Musicales de Rennes, ou encore au festival Jazz à la Villette.

### Akoka (2012)
David Krakauer et le violoncelliste Matt Haimovitz rendent hommage en 2012 au clarinettiste Henri Akoka, à son évasion en train et à l'œuvre Quatuor pour la fin du Temps d'Olivier Messiaen, créé dans le camp de prisonniers de guerre Stalag VIII-A à Görlitz en 1941, dans le projet Akoka donnant lieu à un enregistrement en 2017 dans l'album  Akoka: Reframing Messiaen's Quartet For The End Of Time (label Pentagone) nommé au prix Juno.

### Checkpoint(2014)
À la fin des années 1980, Krakauer se rend en Europe de l'Est sur les traces de ses ancêtres : ses grands-parents et arrière-grands-parents viennent de Pologne et Russie. Il reste marqué par les postes frontières (checkpoint) qu'il doit traverser, ce qui donnera le nom à son nouvel album.
Le 3 mars 2014, l'album Krakauer's Ancestral Groove : « Checkpoint » sort en France. Il est accompagné de Sheryl Bailey (guitare électrique), Jérome Harris (basse électrique), Michael Sarin (batterie) et Keepalive (sampler). Il y figure aussi des invités prestigieux : Marc Ribot à la guitare, John Medeski (en) à l'orgue et Bob Curto à l'accordéon.

### The Big Picture(2015)
Le projet The Big Picture (Le grand écran) consiste en un album et un spectacle. Krakauer revisite des thèmes célèbres de musique de film en rapport avec l'histoire juive tels que ceux composés par Marvin Hamlisch pour Le Choix de Sophie, Wojciech Kilar pour Le Pianiste, Ralph Burns et John Kander pour Cabaret, Jule Styne pour Funny Girl, Dimitri Tiomkin pour La vie est belle, ou encore Jerry Bock pour Un violon sur le toit. Sur scène, les musiques sont illustrées de petits films d'animation créés par la société d'effets spéciaux new-yorkaise Light of Day,.

## Citations
- Au sujet de la ville de Cracovie :

« Je porte le nom de cette ville, chargée d'histoire pour le peuple juif. J'y suis allé souvent. C'est l'un des endroits où j'ai vécu les expériences musicales les plus transcendantes - comme cette nuit hallucinante après un concert, cinq heures de transe musicale non-stop, au beau milieu de centaines de danseurs ! En 1992, lors de mon premier passage ici, avec les Klezmatics, j'ai déclaré au public : « Mon nom est David Krakauer, bienvenue dans ma ville ! ». Mon sentiment pour Cracovie n'a pas changé. »

## Discographie
En tant qu'artiste principal
- 1995 : Klezmer Madness! (Tzadik), avec le Klezmer Madness!
- 1998 : Klezmer, NY (Tzadik)
- 2000 : A New Hot One (Label Bleu)
- 2001 : The Twelve Tribes (Label Bleu), avec le Klezmer Madness!
- 2004 : Krakauer Live in Krakow (Label Bleu), avec Socalled et Klezmer Madness!
- 2004 : Music From The Winery (Tzadik)
- 2005 : Bubbemeises, Lies My Gramma Told Me (Label Bleu), avec Socalled et Klezmer Madness!
- 2009 : Tweet Tweet (Table Pounding Records), avec l'Abraham Inc.
- 2010 : The Best of David Krakauer (Label Bleu)
- 2012 : Pruflas: Book of Angels Volume 18 (Tzadik), compositions de John Zorn
- 2014 : Checkpoint - Krakauer's Ancestral Groove (Label Bleu)
- 2015 : The Big Picture (Label Bleu)
- 2019 : Together we stand (Label Bleu), avec l'Abraham Inc.
- 2020 : Breath & Hammer (Table Pounding Records), avec la pianiste Kathleen Tagg

Collaborations
- 1997 : The Dreams and Prayers of Isaac the Blind (Nonesuch Records), avec le Kronos Quartet
- 2002 : Johannes Brahms (New York Philomusica Records), avec le New York Philomusica Chamber Ensemble (en)
- 2003 : Klezmer Concertos and Encores (Milken Archive of Jewish Music (en))
- 2007 : Moravec: Tempest Fantasy/Mood Swings/B.A.S.S. Variations (Naxos), avec le Trio Solisti
- 2014 : Mohammed Fairouz : Poems & Prayers (Sono Luminus (en)), de Mohammed Fairouz (en) avec l'UCLA Philharmonia
- 2014 : Dreams & Prayers  (Crier Records), avec A Far Cry (en)
- 2016 : Anakronic/Krakauer  (Balagan Box), avec Anakronic Electro Orkestra
- 2017 :  Akoka: Reframing Messiaen's Quartet For The End Of Time (label Pentagone), nommé au prix Juno avec Matt Haimovitz (violoncelle), Jonathan Crow (violon), Geoffrey Burleson (piano) et Socalled (électronique).